# Ettore Griffini
Ettore Griffini (fl. XX secolo) è stato un calciatore italiano.

## Carriera
Ettore Griffini risulta nella rosa dell'Andrea Doria dal 1909. Nella stagione 1909-1910 ottenne l'ottavo e penultimo posto in campionato, seguito l'annata dopo dal quarto del girone della sezione Liguria-Piemonte-Lombardia.
Nella Prima Categoria 1911-1912 Griffini ottenne con i suoi il sesto posto del Torneo Maggiore. Nella Prima Categoria 1912-1913 ottenne il quarto posto del girone ligure-lombardo, mentre in quella seguente ottenne il sesto posto del girone ligure-piemontese. Nella stagione 1914-1915, dopo aver ottenuto il terzo posto nel Girone A delle eliminatorie, raggiunse con i biancoblu il secondo posto del Girone D delle semifinali del Torneo Maggiore, non ottenendo così l'accesso al girone finale.